# Papstwahl Dezember 1187
Die Papstwahl Dezember 1187 fand am 19. Dezember 1187 nach dem Tod von Papst Gregor VIII. statt. Sie endete mit der Wahl von Kardinal Paolo Scolari zum Papst, der den Papstnamen Clemens III. annahm.

## Ablauf
Papst Gregor VIII. starb am 17. Dezember 1187 in Pisa nach einem Pontifikat von nur einem Monat und siebenundzwanzig Tagen. Zwei Tage darauf begannen die an seinem Totenbett anwesenden Kardinäle einen Nachfolger zu wählen. Sie fand in Anwesenheit des römischen Konsul Leo de Monumento statt. Im ersten Wahldurchgang wurde Kardinal Theobald von Ostia gewählt, der die Wahl aber ablehnte. Im zweiten Wahldurchgang wurde Kardinal Paolo Scolari, Kardinalbischof von Palestrina, einstimmig gewählt. Er nahm die Wahl an und gab sich den Namen Clemens III. Am 7. Januar 1188 wurde er feierlich von Kardinalprotodiakon Giacinto Bobone Orsini gekrönt und kehrte im Februar 1188 nach Rom zurück.

## Wähler
Beim Tod von Gregor VIII. gab es vermutlich 20 Kardinäle. Aufgrund der Gegenzeichnungen der Päpstliche Bullen im Dezember 1187 waren nur 9 Kardinäle beim Tod von Gregor VIII. in Pisa:
| Kardinal                     | Nation                | Kardinaltitel                                  | Datum Kreierung    | Kreiert von    | Anmerkung                                                         |
| ---------------------------- | --------------------- | ---------------------------------------------- | ------------------ | -------------- | ----------------------------------------------------------------- |
| Paolo Scolari                | Rom                   | Kardinalbischof von Palestrina                 | 21. September 1179 | Alexander III. | Erzpriester von Santa Maria Maggiore Gewählter Papst Clemens III. |
| Theobald von Ostia, OSBCluny | Frankreich            | Kardinalbischof von Ostia e Velletri           | 1184               | Lucius III.    | Wurde im Konklave gewählt, nahm die Wahl aber nicht an            |
| Laborante de Panormo         | Pontormo              | Kardinalpriester von Santa Maria in Trastevere | September 1173     | Alexander III. |                                                                   |
| Melior le Maitre, OSBVall    | Pisa                  | Kardinalpriester von Santi Giovanni e Paolo    | 16. März 1185      | Lucius III.    | Camerlengo                                                        |
| Giacinto Bobone Orsini       | Rom                   | Kardinaldiakon von Santa Maria in Cosmedin     | 22. Dezember 1144  | Lucius II      | Kardinalprotodiakon Zukünftiger Papst Coelestin III. (1191–1198)  |
| Graziano da Pisa             | Pisa                  | Kardinaldiakon von Santi Cosma e Damiano       | 4. März 1178       | Alexander III. |                                                                   |
| Ottaviano di Paoli           | Rom                   | Kardinaldiakon von Santi Sergio e Bacco        | 18. Dezember 1182  | Lucius III.    | Zukünftiger Kardinalbischof von Ostia e Velletri (1189–1206)      |
| Pietro Diana                 | Piacenza              | Kardinaldiakon von San Nicola in Carcere       | 16. März 1185      | Lucius III.    |                                                                   |
| Radulf Nigellus              | vermutlich Frankreich | Kardinaldiakon von San Giorgio in Velabro      | 16. März 1185      | Lucius III.    |                                                                   |

Fünf Kardinäle wurden von Papst Lucius III. kreiert, drei von Papst Alexander III. und einer von Papst Lucius II.

## Abwesende Kardinäle
Vermutlich waren elf Kardinäle bei der Wahl nicht anwesend.
| Kardinal                  | Nation                       | Kardinaltitel                                                  | Datum Kreierung   | Kreiert von    | Anmerkung                                                                                        |
| ------------------------- | ---------------------------- | -------------------------------------------------------------- | ----------------- | -------------- | ------------------------------------------------------------------------------------------------ |
| Konrad von Wittelsbach    | Bayern                       | Kardinalbischof von Sabina und Erzbischof von Mainz            | 18. Dezember 1165 | Alexander III. | Kardinaldekan Externer Kardinal                                                                  |
| Heinrich von Marcy, OCist | Château de Marcy, Frankreich | Kardinalbischof von Albano                                     | März 1179         | Alexander III. | Päpstlicher Legat in Deutschland                                                                 |
| Giovanni Conti da Anagni  | Anagni                       | Kardinalpriester von San Marco                                 | 1158/1159         | Hadrian IV.    | Kardinalprotopriester Zukünftiger Kardinalbischof von Palestrina (1190–1196)                     |
| Ruggiero di San Severino  | San Severino                 | Kardinalpriester von Sant’Eusebio und Erzbischof von Benevento | Etwa 1178–1180    | Alexander III. | Externer Kardinal                                                                                |
| Wilhelm von Blois         | Frankreich                   | Kardinalpriester von Santa Sabina und Erzbischof von Reims     | März 1179         | Alexander III. | Staatsminister im Königreich Frankreich Externer Kardinal                                        |
| Albino, CRSF              | Gaeta (?)                    | Kardinalpriester von Santa Croce in Gerusalemme                | 18. Dezember 1182 | Lucius III.    | Zukünftiger Kardinalbischof von Albano (1189–1197)                                               |
| Pandolfo                  | Lucca                        | Kardinalpriester von Santi XII Apostoli                        | 18. Dezember 1182 | Lucius III.    |                                                                                                  |
| Adelardo Cattaneo         | Verona                       | Kardinalpriester von San Marcello                              | 16. März 1185     | Lucius III.    | Zukünftiger Kardinalbischof von Verona (1188–1214)                                               |
| Soffredo                  | Pistoia                      | Kardinaldiakon von Santa Maria in Via Lata                     | 18. Dezember 1182 | Lucius III.    | Päpstlicher Legat in Frankreich                                                                  |
| Bobo                      | Rom                          | Kardinaldiakon von Sant’Angelo in Pescheria                    | 18. Dezember 1182 | Lucius III.    | Päpstlicher Legat in Frankreich Zukünftiger Kardinalbischof von Porto e Santa Rufina (1189–1190) |
| Gerardo                   | Lucca                        | Kardinaldiakon von Sant’Adriano                                | 18. Dezember 1182 | Lucius III.    | Päpstlicher Vikar Kardinalnepot Lucius III.                                                      |
| Rolando von Dol           | Pisa                         | Kardinaldiakon von Santa Maria in Portico                      | 16. März 1185     | Lucius III.    | Verstarb möglicherweise am Tag zwischen dem Tod Gregor VIII. und der Papstwahl                   |

Sieben der abwesenden Kardinäle wurden von Lucius III., drei von Alexander III. und einer von Hadrian IV. kreiert.